# Antoine Lémane
Pour les articles homonymes, voir Lémane.
Antoine Lémane, né Lehman le 2 mars 1749 à Porrentruy et mort le 17 octobre 1818 dans la même ville, est un religieux et une personnalité politique bâlois puis français.

## Biographie
Abbé à Porrentruy, surnommé l'Arlequin du Bon Dieu, Antoine Lémane est l'un des chefs du mouvement révolutionnaire de la cité. En 1793 il est envoyé à Paris par la République rauracienne, afin d'obtenir la réunion de celle-ci à la République française. Sa mission est une réussite et la petite république est annexée puis transformée en département du Mont-Terrible. 
Le 25 avril 1793, Lémane est l'un des deux députés que les électeurs du nouveau département envoient à la Convention nationale. D'opinions modérées, il opine avec les Montagnards et combat la Commission des Douze. Il participe également aux discussions portant sur la future constitution. Le 3 novembre 1793 il est nommé représentant en mission auprès de l'armée de Rhin-et-Moselle. Il se rend à Strasbourg et sert d'adjoint à Saint-Just et Le Bas, demeurant dans la capitale alsacienne pendant leur déplacement.
En octobre 1795 il est réélu au Conseil des Cinq-Cents, avec 27 voix sur 50 votants. Il se fait peu remarquer au cours de son mandat et quitte la vie politique en 1797.
Lémane s'établit ensuite comme jurisconsulte à Paris. Il meurt en 1818 dans son pays natal, à l'âge de 69 ans.

## Source
- « Antoine Lémane », dans Adolphe Robert et Gaston Cougny, Dictionnaire des parlementaires français, Edgar Bourloton, 1889-1891 [détail de l’édition]